# تابع چندمقداری

این نمودار نمایانگر یک تابع چندمقداری است؛ از طرفی نشانگر یک تابع «واقعی» نیست، چرا که ۳ در با و در برابر است.

در ریاضیات، یک تابع چندمقداری (به انگلیسی: Multivalued function) شبیه به یک تابع است؛ اما ممکن است چندین مقدار را به هر ورودی مرتبط کند. به‌طور دقیق‌تر، یک تابع چندمقداری از یک دامنۀ {\displaystyle X} به یک هم‌دامنۀ {\displaystyle Y}، می‌تواند با هر یک از مقادیر موجود در {\displaystyle X} یک یا چند مقدار در {\displaystyle Y} را مرتبط کند.

## مثال
برای مثال، توابع معکوس مثلثاتی توابع چندمقداری هستند؛ زیرا توابع مثلثاتی دوره‌ای می‌باشند. برای مثال حاصل {\displaystyle \arctan(1)} می‌تواند هر یک از مقادیر {\displaystyle \pi /4}، {\displaystyle 5\pi /4}، {\displaystyle -3\pi /4} و غیره باشد.